# Tićevac
Tićevac (cyr. Тићевац) – wieś w Serbii, w okręgu braniczewskim, w gminie Žabari. W 2011 roku liczyła 243 mieszkańców.